# 橋本麗子
橋本 麗子（はしもと れいこ）は、幕末から明治時代の公家女性。
橋本実麗の娘。義兄に橋本実梁。同母妹に池尻胤房の正室橋本松子。子に明治天皇の権典侍橋本夏子。また、叔母・橋本経子（観行院）は仁孝天皇の典侍で和宮の生母であり、麗子は和宮の従姉に当たる。

## 生涯
和宮の江戸降嫁に従い、江戸に下ったと言われる。その際、大叔母である姉小路（勝光院）に推挙され、大奥になど行きたくないと反発するも、結局大奥へ下らされたとも言われている。大奥では、庭田嗣子、絵島、土御門藤子、鴨脚克子らと共に天璋院、実成院と激しく対立した。役職は庭田嗣子らと同じ上臈上座であった。
顔は容姿端麗とする書物もある。和宮の死後、京へ戻り、明治22年（1889年）に死去した。

## 結婚と離婚
従四位少納言・東坊城夏長の正室となるが、のちに離縁する。離縁の理由は廷臣八十八卿列参事件からだといわれている。また、男子がなく、養子東坊城任長をとった。しかし本当は橋本夏子は2人の娘（次女）であり、夏子が生まれた翌年（廷臣八十八卿列参事件の翌年）に夏長が死去し、夏長の弟、任長が家を継いだので麗子と夏子は橋本家に戻り、夏子を父の養女にし、和宮の女官として大奥に下った。その後、夏子は実麗の実子として宮仕えする。また、麗子の長女は東坊城房子である。

## 一族縁者
- 父：橋本実麗
- 母：萩原静子
  - 妹：橋本松子
  - 義兄：橋本実梁
- 夫：東坊城夏長（父は東坊城聡長）
  - 長女：東坊城房子（河盛新右衛門の正室）
  - 次女：橋本夏子（明治天皇典侍）
  - 養子：東坊城任長
- 叔母：橋本経子（仁孝天皇典侍）ほか
  - 従妹：和宮親子内親王（仁孝天皇第八皇女、静寛院宮）

## 登場作品
- 有吉佐和子『和宮様御留』
- 阿井景子『和宮様お側日記』